# 氟胺
氟胺是一种无机化合物，化学式NH2F。其中氮的氧化态为-1，而不是氨中的-3。它的结构与氯胺类似。